# 木田バスストップ
木田バスストップ（きだバスストップ）は、新潟県上越市木田の北陸自動車道上にある高速バス停留所。
上越市役所の南側約1kmの地点に所在しており、上越市役所南（じょうえつしやくしょみなみ）の副名称を有する。また新潟交通および越後交通が運行する新潟県外方面の高速バスでは、停留所名を上越木田もしくは木田（上越）と表記する場合がある。

## 停車する路線

### 県外線

新潟県・県外高速バス路線図（旧ツアーバス系は除く）

県外線はいずれも、新潟県内発は乗車のみ、新潟県内行は降車のみの扱い。
- 長野 - 新潟線（長電バス・新潟交通）
柏原BS -  木田BS - 長岡北BS
- 富山 - 新潟線（富山地方鉄道・新潟交通）
黒部BS - 木田BS - 長岡北BS
- 金沢 - 新潟線（北陸鉄道・新潟交通）
駅西合庁前 - 木田BS - 長岡北BS
- 名古屋 - 新潟線（名鉄バス・新潟交通）
名鉄バスセンター - 木田BS - 長岡北BS
- 堺・なんば・京都 - 長岡・三条線（南海バス・越後交通）
京都駅八条口 - 上越木田 - 上方

### 県内線
県内線については乗車・降車とも取り扱う。

ときライナー路線図

- 【ときライナー】Ｉ 糸魚川線（頸城自動車）
名立谷浜BS -  木田BS - 頸城BS

## 隣
E8 北陸自動車道
(31)名立谷浜IC/SA - (31-1)上越JCT - 木田BS - (32)上越IC

## 周辺
- 上越教育大学 - 徒歩25分ほど。
- 上越市役所